# Rœux
Rœux és un municipi francès situat al departament del Pas de Calais i a la regió dels Alts de França. L'any 2007 tenia 1.387 habitants.

## Demografia

### Població
El 2007 la població de fet de Rœux era de 1.387 persones. Hi havia 492 famílies de les quals 72 eren unipersonals (24 homes vivint sols i 48 dones vivint soles), 170 parelles sense fills, 218 parelles amb fills i 32 famílies monoparentals amb fills.
La població ha evolucionat segons el següent gràfic:
Habitants censats

### Habitatges
El 2007 hi havia 536 habitatges, 509 eren l'habitatge principal de la família, 3 eren segones residències i 24 estaven desocupats. 531 eren cases i 4 eren apartaments. Dels 509 habitatges principals, 450 estaven ocupats pels seus propietaris, 55 estaven llogats i ocupats pels llogaters i 5 estaven cedits a títol gratuït; 6 tenien dues cambres, 42 en tenien tres, 133 en tenien quatre i 329 en tenien cinc o més. 445 habitatges disposaven pel capbaix d'una plaça de pàrquing. A 205 habitatges hi havia un automòbil i a 259 n'hi havia dos o més.

### Piràmide de població
La piràmide de població per edats i sexe el 2009 era:
| Homes | Edats   | Dones |
| ----- | ------- | ----- |
| 4     | 95 o +  | 0     |
| 4     | 90 a 94 | 4     |
| 0     | 85 a 89 | 16    |
| 0     | 80 a 84 | 4     |
| 24    | 75 a 79 | 28    |
| 0     | 70 a 74 | 36    |
| 20    | 65 a 69 | 12    |
| 24    | 60 a 64 | 12    |
| 20    | 55 a 59 | 40    |
| 72    | 50 a 54 | 48    |
| 48    | 45 a 49 | 80    |
| 68    | 40 a 44 | 56    |
| 68    | 35 a 39 | 52    |
| 44    | 30 a 34 | 52    |
| 52    | 25 a 29 | 40    |
| 20    | 20 a 24 | 36    |
| 84    | 15 a 19 | 80    |
| 68    | 10 a 14 | 108   |
| 52    | 5 a 9   | 28    |
| 56    | 0 a 4   | 20    |

## Economia
El 2007 la població en edat de treballar era de 960 persones, 678 eren actives i 282 eren inactives. De les 678 persones actives 604 estaven ocupades (319 homes i 285 dones) i 74 estaven aturades (38 homes i 36 dones). De les 282 persones inactives 117 estaven jubilades, 73 estaven estudiant i 92 estaven classificades com a «altres inactius».

### Ingressos
El 2009 a Rœux hi havia 514 unitats fiscals que integraven 1.425 persones, la mediana anual d'ingressos fiscals per persona era de 17.685 €.

### Activitats econòmiques
Dels 26 establiments que hi havia el 2007, 1 era d'una empresa extractiva, 1 d'una empresa alimentària, 1 d'una empresa de fabricació d'altres productes industrials, 4 d'empreses de construcció, 5 d'empreses de comerç i reparació d'automòbils, 3 d'empreses de transport, 2 d'empreses d'hostatgeria i restauració, 1 d'una empresa immobiliària, 1 d'una empresa de serveis, 3 d'entitats de l'administració pública i 4 d'empreses classificades com a «altres activitats de serveis».
Dels 11 establiments de servei als particulars que hi havia el 2009, 1 era una oficina de correu, 1 taller de reparació d'automòbils i de material agrícola, 1 paleta, 1 guixaire pintor, 2 lampisteries, 1 electricista, 2 perruqueries, 1 restaurant i 1 saló de bellesa.
L'únic establiment comercial que hi havia el 2009 era un supermercat.
L'any 2000 a Rœux hi havia 8 explotacions agrícoles.

## Equipaments sanitaris i escolars
L'únic equipament sanitari que hi havia el 2009 era una farmàcia.
El 2009 hi havia 1 escola maternal i 1 escola elemental.

## Poblacions més properes
El següent diagrama mostra les poblacions més properes.